# Brylkinieae
Brylkinieae é uma tribo da subfamília Pooideae.

## Gêneros
- Brylkinia